# Дофін-Рівер 48A
Дофін-Рівер 48A (англ. Dauphin River 48A) — індіанська резервація в Канаді, у провінції Манітоба, у межах невключеної частини переписної області №19.

## Населення
За даними перепису 2016 року, індіанська резервація не мала постійного населення.

## Клімат
Середня річна температура становить 0,9°C, середня максимальна – 21,5°C, а середня мінімальна – -25,3°C. Середня річна кількість опадів – 511 мм.
| Клімат поселення                              | Клімат поселення | Клімат поселення | Клімат поселення | Клімат поселення | Клімат поселення | Клімат поселення | Клімат поселення | Клімат поселення | Клімат поселення | Клімат поселення | Клімат поселення | Клімат поселення | Клімат поселення |
| Показник                                      | Січ.             | Лют.             | Бер.             | Квіт.            | Трав.            | Черв.            | Лип.             | Серп.            | Вер.             | Жовт.            | Лист.            | Груд.            |                  |
| Середній максимум, °C                         | −13,24           | −9,91            | −2,7             | 7,32             | 15,30            | 21,33            | 21,46            | 20,29            | 14,91            | 8,00             | −2,12            | −12,01           |                  |
| Середня температура, °C                       | −19,26           | −15,93           | −8,72            | 1,32             | 9,27             | 15,30            | 17,74            | 16,57            | 11,20            | 4,29             | −5,83            | −15,73           |                  |
| Середній мінімум, °C                          | −25,28           | −21,94           | −14,73           | −4,7             | 3,27             | 9,29             | 14,03            | 12,86            | 7,48             | 0,57             | −9,54            | −19,44           |                  |
| Норма опадів, мм                              | 20               | 15               | 26               | 26               | 53               | 78               | 63               | 74               | 60               | 46               | 27               | 23               |                  |
| Середньомісячна швидкість вітру, м/с          | 3.90             | 3.90             | 3.91             | 4.10             | 4.10             | 3.90             | 3.60             | 3.80             | 4.20             | 4.50             | 4.40             | 4.10             |                  |
| Середньомісячна сонячна радіація, кДж/м²·день | 3865             | 7383             | 12605            | 17481            | 20328            | 21197            | 21181            | 17720            | 11865            | 6894             | 3785             | 2871             |                  |
| --------------------------------------------- | ---------------- | ---------------- | ---------------- | ---------------- | ---------------- | ---------------- | ---------------- | ---------------- | ---------------- | ---------------- | ---------------- | ---------------- | ---------------- |
| Джерело:                                      |                  |                  |                  |                  |                  |                  |                  |                  |                  |                  |                  |                  |                  |